# Hoàng thảo môi râu
Hoàng thảo môi râu, tên khoa học Dendrobium brymerianum, còn gọi là hoàng long vỹ, thủy tiên râu mép, môi tơ, là một loài lan trong chi Lan hoàng thảo. Khác với những họ thủy tiên thông thường, loại này có gốc nhỏ, thân phình ra 1 đoạn sát gốc rồi thuôn tròn, dài lên đến ngọn, có cùng đặc điểm của thủy tiên là lá tập trung ở đỉnh, không rụng lá theo chu kỳ hàng năm, phát hoa thành chùm dài rủ xuống. Cây mọc phổ biến ở biên giới Việt Nam như Cao Bằng, Sapa và có ở Lâm Đồng và còn phân bố ở Trung Quốc, Thái Lan

## Mô tả
Lan sống phụ sinh, mọc bụi, thân cao chừng 50 cm, lá xếp 2 dãy, gần hình trụ, rụng lá, Hoa nở vào mùa xuân và mùa thu, từ 1 đến 5 chiếc rất thơm, to 5-7.5 cm, mọc từ các đốt của thân đã rụng lá, hoa màu vàng cánh môi có râu tua rất đặc trưng, cựa dài 1,5 cm

## Nuôi trồng
Điều kiện nuôi trồng: nơi có nắng sáng hay chiều
W = warm nóng từ 60-90 °F hay 15.6-32.2 °C
I = intermediate vừa từ 50-80 °F hay 10-26.7 °C
Ẩm độ: 50-70%
- Cây có thể ghép vào giá thể dớn (Chú ý xử lý giá thể trước khi ghép), Ghép gỗ lũa, ghép cây hay bỏ chậu chú ý để cây trong mát sau khi ra rễ mới để lan tiếp xúc với nắng.